# B-414 Daniil Moskovski
Le K-414 puis B-414 puis B-414 Daniil Moskovski (en russe : Б-414 « Даниил Московский ») est un sous-marin nucléaire d'attaque du projet 671RTMK « Shchouka »(code OTAN : classe Victor-III), en service dans la marine soviétique puis dans la marine russe.

## Service

### Construction et lancement

Silhouette d'un sous-marin du projet 671RTMK « Shchouka ».

Le 4 mars 1988, il est inscrit à la liste des navires de guerre de la Marine soviétique comme « croiseur sous-marin » (KrPL).
En août, le recrutement de son équipage est achevé et sa formation débute. Sa quille est posée le 1er décembre 1989 aux chantiers navals de l'Amirauté (no 196) de Leningrad. Le même jour, l'équipage est subordonné à la 39e brigade autonome de sous-marins en construction réparation de la base navale de Leningrad.
À l'automne 1990, le K-414 est transféré aux chantiers navals de la Sevmash à Severodvinsk, sur la mer de Barents par les voies d'eau intérieures pour achèvement et essais en mer. Le bâtiment est lancé le 31 août 1990 et il entre en service le 30 décembre 1990. Le lendemain, 31 décembre, la première cérémonie des couleurs a lieu à son bord.

### Service opérationnel
Le 14 mars 1991, le K-414 est affecté à la 6e division de sous-marins de la 1re flottille de sous-marins de Flotte du Nord, stationnée dans la base navale de Zapadnaïa Litsa. En juin ou octobre de la même année sa division est subordonnée à la 9e escadre de sous-marins de flotte du Nord, basée à Ara Gouba (base navale de Vidiaïevo).
Le 3 juin 1992, le bâtiment est reclassé en tant que « grand croiseur sous-marin » (ABPL) et renommé B-414. Il effectue une mission opérationnelle cette année-là. En 1993, le B-414 se voit confier une nouvelle mission opérationnelle dans l'océan Arctique et dans l'Atlantique Nord.
En juillet 1994, le B-414 est envoyé en mission en Arctique en compagnie du K-18, un sous-marin du projet 667BDRM. Il émerge au pôle Nord. Le 1er octobre, il est affecté à la 7e division de la 1re flottille de sous-marins de flotte du Nord, basée à Ara Gouba.
En août et septembre 1995, le B-414 est envoyé en mission opérationnelle avec le TK-20, du projet 941,. Le 25 août, il procède à un tir de missile dans les environs du pôle Nord, avec le TK-20. Il fait escale à Kharasaveï (ru) en mer de Kara, alors fermé par les glaces pour livrer du sucre et de la farine.
Le 18 septembre 1996, le B-414 est renommé B-414 Sviatoï Daniil Moskovski, en l'honneur de saint Daniel de Moscou, le fils cadet d'Alexandre Nevski et premier prince de Moscou.
Entre août et octobre 2001, le bâtiment est placé en permanence opérationnelle de l'équipage à bord du B-448 (du projet 671RTMK), il effectue une sortie de quelques jours à la mer pour un exercice d'état major de la flotte du Nord. En août 2002, la 7e division est subordonnée à la 11e escadre de sous-marins de flotte du Nord. En juin 2003, son équipage prend part à un exercice d'état major à bord du B-448. Le B-414 Daniil Moscovski obtient quelques contacts sur des sous-marins étrangers et tire contre des cibles terrestres et maritimes, il sert de plastron à la mise en condition opérationnelle de bâtiments de la 7e escadre opérationnelle de flotte du Nord. Le 27 juillet l'équipage participe à la parade navale pour la journée de la Marine à Severomorsk à bord du B-448, avec lequel il plonge et effectue un retour en surface.
En juillet 2006, il participe à la parade navale pour la journée de la marine à Severomorsk. Le 6 septembre, un incendie se déclenche dans une armoire électrique des installations acoustiques en mer de Barents. L'incendie fait deux morts et un blessé parmi les membres d'équipage. Le B-414 Daniil Moscovski rentre en remorque à la base navale de Vidiaïevo du fait de la coupure du réseau électrique et de la mise en sécurité du réacteur nucléaire. En 2008, il est subordonné à la 7e division de la 11e escadre de sous-marins de flotte du Nord.
Le 29 juillet 2012, il participe à la journée de la Marine en flotte du Nord. Au mois d'octobre de la même année, il est photographié au sec sur le dock flottant PD-50 à Nerpa. Le 18 novembre au cours d'une mission d'entraînement, alors que les conditions météorologiques sont très mauvaises en mer de Barents, il porte secours et recueille l'équipage du chalutier Ribatchi en perdition, entre Teriberka et Liinakhamari peu de temps avant que le navire ne sombre,,.